# UFC 209
UFC 209: Woodley vs. Thompson 2 fue un evento de artes marciales mixtas que se llevó a cabo el 4 de marzo de 2017 en el T-Mobile Arena en Paradise, Nevada.

## Historia
El evento estaba programado originalmente para tener lugar el 11 de febrero en el Barclays Center en Brooklyn, Nueva York. Sin embargo, debido a la falta de headliners adecuados para el original UFC 208 (programado para Anaheim, California), ese evento fue pospuesto al 29 de julio y el UFC 209 originalmente programado para ser celebrado en Brooklyn fue renombrado como el nuevo UFC 208. Por lo tanto, este evento también fue renombrado de UFC 210 a UFC 209. Este fue el cuarto evento de UFC celebrado en el lugar.
El combate estelar contó con el combate de revancha por el campeonato de peso wélter entre Tyron Woodley y Stephen Thompson. El primer combate tuvo lugar el 12 de noviembre en UFC 205, donde el combate terminó en un empate mayoritario en el que Woodley retuvo el título.
Se esperaba que el evento coestelar contara con un combate por el campeonato de peso ligero interino entre Khabib Nurmagomedov y Tony Ferguson. Sin embargo el combate tuvo que ser cancelado un día antes del evento debido a problemas médicos de Nurmagomedov y Ferguson fue retirado de la tarjeta. Esta es la tercera vez que se cancela un combate entre los dos.